# Qualifications du tournoi masculin de handball aux Jeux olympiques d'été de 2020
Les qualifications pour le tournoi masculin de handball aux Jeux olympiques d'été de 2020 se tiennent entre janvier 2019 et mars 2021.
À noter du fait de la pandémie de Covid-19, le tournoi olympique, initialement prévu en août 2020, a été reporté en août 2021 et les tournois de qualifications olympiques (TQO), initialement prévus en avril 2020, ont été reportés en mars 2021. Ceux-ci sont conformes à la hiérarchie du handball mondial excepté la première qualification du Portugal aux dépens de la Croatie.

## Équipes nationales qualifiées
| Compétition                                    | Date                      | Lieu                | Place(s)  | Qualifiés        |
| ---------------------------------------------- | ------------------------- | ------------------- | --------- | ---------------- |
| Pays organisateur                              | 7 septembre 2013          | -                   | 1         | Japon            |
| Championnat du monde 2019                      | 10 au 27 janvier 2019     | Danemark/ Allemagne | 1         | Danemark         |
| Jeux panaméricains 2019                        | 31 juillet au 5 août 2019 | Pérou               | 1         | Argentine        |
| Tournoi asiatique de qualification olympique   | 17 au 27 octobre 2019     | Qatar               | 1         | Bahreïn          |
| Championnat d'Afrique des nations 2020         | 15 au 25 janvier 2020     | Tunisie             | 1         | Égypte           |
| Championnat d'Europe 2020                      | 16 au 26 janvier 2020     | Aut./ Nor./ Suè.    | 1         | Espagne          |
| Tournoi mondial de qualification olympique n°1 | 12 au 14 mars 2021        | Monténégro          | 2         | Norvège, Brésil  |
| Tournoi mondial de qualification olympique n°2 | 12 au 14 mars 2021        | France              | 2         | France, Portugal |
| Tournoi mondial de qualification olympique n°3 | 12 au 14 mars 2021        | Allemagne           | 2         | Suède, Allemagne |
| Total                                          | Total                     | Total               | 12 places | 12 places        |

## Légende
- Équipe directement qualifiée pour les Jeux olympiques.
- Équipe directement qualifiée via une autre compétition.
- Équipe qualifiée pour les tournois de qualifications olympiques.
- Équipe qualifiée via une autre compétition.

## Championnat du monde 2019
Le vainqueur est directement qualifié pour les Jeux olympiques de 2020 tandis que les équipes classées de la 2e à la 7e place obtiennent le droit de participer à des tournois de qualifications olympiques.
| Rang                      | Équipe    | TQO |
| ------------------------- | --------- | --- |
| Médaille d'or, monde      | Danemark  | -   |
| Médaille d'argent, monde  | Norvège   | QM1 |
| Médaille de bronze, monde | France    | QM2 |
| 4e                        | Allemagne | QM3 |
| 5e                        | Suède     | QM4 |
| 6e                        | Croatie   | QM5 |
| 7e                        | Espagne   | Eu  |
| 8e                        | Égypte    | Af  |
| 9e                        | Brésil    | QM6 |
| 10e à 24e: non qualifiées |           |     |

L'Espagne et l'Égypte ayant obtenu leur qualification directe grâce à leur victoire respectivement au Championnat d'Europe et au Championnat d'Afrique des nations, le Brésil, 9e, récupère le dernier ticket pour l'un des trois tournois de qualification olympique (TQO).

### Attribution des places aux tournois de qualification
Du fait de la victoire du Danemark et de la 8e place de l'Égypte, l'Europe et l'Afrique sont les deux premiers continents et obtiennent deux places aux tournois de qualifications olympiques via les qualifications continentales. En revanche, les Amériques (9e place du Brésil) et l'Asie (13e place du Qatar) sont donc classés comme respectivement le troisième et le quatrième continent et n'obtiennent qu'une place aux TQO :
| Rang | Continent | Compétition de qualification                 | TQO       |
| ---- | --------- | -------------------------------------------- | --------- |
| 1    | Europe    | Championnat d'Europe 2020                    | QC1 + QC5 |
| 2    | Afrique   | Championnat d'Afrique des nations 2020       | QC2 + QC6 |
| 3    | Amériques | Jeux panaméricains 2019                      | QC3       |
| 4    | Asie      | Tournoi asiatique de qualification olympique | QC4       |

## Qualifications continentales

### Jeux panaméricains 2019
Le vainqueur est directement qualifié pour les Jeux olympiques de 2020 tandis que l'équipe classée à la 2e place obtient le droit de participer à des tournois de qualifications olympiques.
| Rang                         | Équipe    | TQO |
| ---------------------------- | --------- | --- |
| Médaille d'or, Amérique      | Argentine | -   |
| Médaille d'argent, Amérique  | Chili     | QC3 |
| Médaille de bronze, Amérique | Brésil    | QM6 |
| 4e à 8e : non qualifiées     |           |     |

L'Argentine obtient sa qualification directe tandis que le Chili sa participation à un des trois tournois de qualification olympique.
Le Brésil, initialement éliminé, participe finalement à un TQO via le Championnat du monde grâce aux victoires en janvier 2020 de l'Espagne et de l'Égypte au Championnat d'Europe et au Championnat d'Afrique des nations respectivement.

### Tournoi asiatique de qualification olympique
À l'issue d'un tour préliminaire où les onze équipes sont réparties dans deux poules, les deux premières équipes sont qualifiées pour des demi-finales. Le vainqueur de la finale est directement qualifié pour les Jeux olympiques de 2020 tandis que le finaliste perdant obtient le droit de participer à des tournois de qualifications olympiques.
Tour préliminaire (groupe A)
|   | Équipe          | Pts | J | G | N | P | Bp  | Bc  | Diff |  | Résultats       |       |       |       |
| - | --------------- | --- | - | - | - | - | --- | --- | ---- |  | --------------- | ----- | ----- | ----- |
| 1 | Qatar           | 6   | 3 | 3 | 0 | 0 | 118 | 44  | 74   |  | Qatar           | 29-20 | 40-10 | 49-19 |
| 2 | Arabie saoudite | 4   | 3 | 2 | 0 | 1 | 96  | 69  | 27   |  | Arabie saoudite |       | 35-24 | 41-16 |
| 3 | Inde            | 2   | 3 | 1 | 0 | 2 | 66  | 104 | -38  |  | Inde            |       |       | 32-29 |
| 4 | Hong Kong       | 0   | 3 | 0 | 0 | 3 | 59  | 122 | -63  |  | Hong Kong       |       |       |       |

Tour préliminaire (groupe B)
|   | Équipe       | Pts | J | G | N | P | Bp | Bc | Diff | Dép |  | Résultats    |       |       |       |
| - | ------------ | --- | - | - | - | - | -- | -- | ---- | --- |  | ------------ | ----- | ----- | ----- |
| 1 | Corée du Sud | 4   | 3 | 2 | 0 | 1 | 94 | 90 | 4    | +1  |  | Corée du Sud | 31-30 | 27-28 | 36-32 |
| 2 | Bahreïn      | 4   | 3 | 2 | 0 | 1 | 85 | 78 | 7    | -1  |  | Bahreïn      |       | 29-26 | 26-21 |
| 3 | Iran         | 3   | 3 | 1 | 1 | 1 | 90 | 92 | -2   | /   |  | Iran         |       |       | 36-36 |
| 4 | Koweït       | 1   | 3 | 0 | 1 | 2 | 89 | 98 | -9   | /   |  | Koweït       |       |       |       |

Phase finale
|  | Demi-finales    | Demi-finales    |                        |    | Finale          | Finale          |
|  | Demi-finales    | Demi-finales    |                        |    | Finale          | Finale          |
|  |                 |                 |                        |    |                 |                 |
|  | 24 octobre 2019 | 24 octobre 2019 |                        |    | 26 octobre 2019 | 26 octobre 2019 |
|  | 24 octobre 2019 | 24 octobre 2019 |                        |    | 26 octobre 2019 | 26 octobre 2019 |
|  | Qatar           | 26              |                        |    | 26 octobre 2019 | 26 octobre 2019 |
|  | Qatar           | 26              |                        |    | 26 octobre 2019 | 26 octobre 2019 |
|  | Bahreïn         | 28              |                        |    | 26 octobre 2019 | 26 octobre 2019 |
|  | Bahreïn         | 28              | Bahreïn                | 34 |                 |                 |
|  | 24 octobre 2019 |                 | Bahreïn                | 34 |                 |                 |
|  |                 | Corée du Sud    | 29                     |    |                 |                 |
|  | Corée du Sud    | Corée du Sud    | 29                     | 29 |                 |                 |
|  | Corée du Sud    |                 |                        | 29 |                 |                 |
|  | Arabie saoudite | 26              |                        |    |                 |                 |
|  | Arabie saoudite | 26              | Match pour la 3e place |    |                 |                 |
|  |                 |                 |                        |    |                 |                 |
|  | 26 octobre 2019 |                 |                        |    |                 |                 |
|  |                 |                 |                        |    |                 |                 |
|  | Qatar           | 31              |                        |    |                 |                 |
|  | Qatar           | 31              |                        |    |                 |                 |
|  | Arabie saoudite | 21              |                        |    |                 |                 |
|  | Arabie saoudite | 21              |                        |    |                 |                 |

Bilan
| Rang                     | Équipe       | TQO |
| ------------------------ | ------------ | --- |
| Médaille d'or, Asie      | Bahreïn      | -   |
| Médaille d'argent, Asie  | Corée du Sud | QC4 |
| 3e à 8e : non qualifiées |              |     |

Le Japon, en tant que pays hôte, et le Bahreïn, vainqueur de ce tournoi asiatique, sont directement qualifiés pour les Jeux olympiques. La Corée du Sud, deuxième, obtient le droit de participer aux tournois de qualifications olympiques tandis que le Qatar, troisième, est éliminé.

### Championnat d'Afrique des nations 2020
Le vainqueur est directement qualifié pour les Jeux olympiques de 2020 tandis que les équipes classées aux 2e et 3e places obtiennent le droit de participer à des tournois de qualifications olympiques.
| Rang                        | Équipe  | TQO |
| --------------------------- | ------- | --- |
| Médaille d'or, Afrique      | Égypte  | -   |
| Médaille d'argent, Afrique  | Tunisie | QC2 |
| Médaille de bronze, Afrique | Algérie | QC6 |
| 4e à 12e : non qualifiées   |         |     |

L'Égypte obtient sa qualification directe tandis que la Tunisie et l'Algérie participent à un des trois tournois de qualification olympique, respectivement dans le TQO n°2 et le TQO n°3.

### Championnat d'Europe 2020
Le vainqueur est directement qualifié pour les Jeux olympiques de 2020 tandis que les équipes classées aux 2e et 3e places obtiennent le droit de participer à des tournois de qualifications olympiques.
| Rang                       | Équipe    | TQO |
| -------------------------- | --------- | --- |
| Médaille d'or, Europe      | Espagne   | -   |
| Médaille d'argent, Europe  | Croatie   | QM5 |
| Médaille de bronze, Europe | Norvège   | QM1 |
| 4e                         | Slovénie  | QC1 |
| 5e                         | Allemagne | QM3 |
| 6e                         | Portugal  | QC5 |
| 7e à 24e : non qualifiées  |           |     |

L'Espagne obtient sa qualification directe tandis que la Slovénie et le Portugal participent à un des trois tournois de qualification olympique, respectivement dans le TQO n°3 et le TQO n°2.

## Tournois mondiaux de qualification olympique 2020
Les continents ont été classés selon les résultats de leurs équipes respectives au championnat du monde 2019. Les deux premiers continents obtiennent deux places pour participer aux tournois mondiaux de qualification olympique contre une seule place pour les continents suivants. Si une des six équipes ayant terminé entre la 2e et la 7e place du mondial se qualifie directement via une compétition continentale (dans le cas présent, remporte l'Euro ou perd en finale contre le Danemark, champion du monde), l'attribution des places aux TQO seront décalées et l'équipe classée à la 8e place (l'Égypte ou à défaut le Brésil) participera au TQO au titre du championnat du monde. Le processus sera reproduit jusqu'à ce que les 6 places allouées soient attribuées.
Les équipes qualifiées pour participer à ces tournois de qualification sont réparties comme suit :
| Tournoi mondial n°1                                               | Tournoi mondial n°2                                             | Tournoi mondial n°3                                              |
| ----------------------------------------------------------------- | --------------------------------------------------------------- | ---------------------------------------------------------------- |
| - QM1 : Norvège - QM6 : Brésil - QC3 : Chili - QC4 : Corée du Sud | - QM2 : France - QM5 : Croatie - QC2 : Tunisie - QC5 : Portugal | - QM3 : Allemagne - QM4 : Suède - QC1 : Slovénie - QC6 : Algérie |

Ces tournois mondiaux étaient initialement prévus du 16 au 19 avril 2020. Le 30 octobre 2019, l'IHF a dévoilé que ces tournois seraient organisés par la France, la Norvège et l'Allemagne, ou, si l'une de ces trois équipes obtient sa qualification directe à l'Euro, par la Croatie.
Du fait de la pandémie de Covid-19, ces tournois mondiaux ont été reportés du 12 au 14 mars 2021.
Seules les deux premières équipes de chaque tournoi sont qualifiées pour les Jeux olympiques.

### Arbitres
Les juge-arbitres ont été annoncés le 25 février 2021 :
- Tournoi 1
  -  Matija Gubica, Boris Milošević
  -  Václav Horáček, Jiří Novotný
  -  Raouf Gasmi, Karim Gasmi
  -  Ivan Pavićević, Miloš Ražnatović
- Tournoi 2
  -  Robert Schulze, Tobias Tönnies
  -  Ádám Bíró, Olivér Kiss
  -  Mirza Kurtagic, Mattias Wetterwik
  -  Arthur Brunner, Morad Salah
- Tournoi 3
  -  Julián López, Sebastián Lenci
  -  Mads Hansen, Jesper Madsen
  -  Gjorgji Nachevski, Slave Nikolov
  -  Oscar Raluy, Ángel Sabroso

### Tournoi mondial n°1
Ce tournoi devait se dérouler dans la Trondheim Spektrum de Trondheim en Norvège mais du fait des restrictions liées à la pandémie de Covid-19, la Norvège n'est pas en mesure d'accueillir le tournoi. Le tournoi se tient finalement sur terrain neutre, au Verde Complex de Podgorica au Monténégro :
| \| \| Équipe \| Pts \| J \| G \| N \| P \| Bp \| Bc \| Diff \| \| - \| ------------ \| --- \| - \| - \| - \| - \| --- \| --- \| ---- \| \| 1 \| Norvège \| 6 \| 3 \| 3 \| 0 \| 0 \| 114 \| 74 \| 40 \| \| 2 \| Brésil \| 4 \| 3 \| 2 \| 0 \| 1 \| 76 \| 80 \| -4 \| \| 3 \| Corée du Sud \| 2 \| 3 \| 1 \| 0 \| 2 \| 91 \| 109 \| -18 \| \| 4 \| Chili \| 0 \| 3 \| 0 \| 0 \| 3 \| 82 \| 100 \| -18 \| | Légende - Équipe qualifiée pour les Jeux olympiques. - Équipe éliminée. |     |   |   |   |   |     |     |      |
| | Équipe                                                                  | Pts | J | G | N | P | Bp  | Bc  | Diff |
| 1 | Norvège                                                                 | 6   | 3 | 3 | 0 | 0 | 114 | 74  | 40   |
| 2 | Brésil                                                                  | 4   | 3 | 2 | 0 | 1 | 76  | 80  | -4   |
| 3 | Corée du Sud                                                            | 2   | 3 | 1 | 0 | 2 | 91  | 109 | -18  |
| 4 | Chili                                                                   | 0   | 3 | 0 | 0 | 3 | 82  | 100 | -18  |

| 12 mars 2021 17h30 | Chili                  | 35 – 36 | Corée du Sud      | Verde Complex, Podgorica Affluence : 0 Arbitrage : Gubica, Milošević |
| 12 mars 2021 17h30 | Ceballos, R. Salinas 8 | (11-19) | Yi Kyeong-jeong 8 | Verde Complex, Podgorica Affluence : 0 Arbitrage : Gubica, Milošević |
| 12 mars 2021 17h30 | ×1 ×3                  | Rapport | ×1 ×2             | Verde Complex, Podgorica Affluence : 0 Arbitrage : Gubica, Milošević |

| 12 mars 2021 20h00 | Norvège          | 32 – 20 | Brésil           | Verde Complex, Podgorica Affluence : 0 Arbitrage : Pavićević, Ražnatović |
| 12 mars 2021 20h00 | Sander Sagosen 7 | (17-12) | Haniel Langaro 4 | Verde Complex, Podgorica Affluence : 0 Arbitrage : Pavićević, Ražnatović |
| 12 mars 2021 20h00 | ×1 ×4            | Rapport | ×1 ×5            | Verde Complex, Podgorica Affluence : 0 Arbitrage : Pavićević, Ražnatović |

| 13 mars 2021 17h30 | Brésil          | 30 – 24 | Corée du Sud | Verde Complex, Podgorica Affluence : 0 Arbitrage : Horáček, Novotný |
| 13 mars 2021 17h30 | Fábio Chiuffa 7 | (13-9)  | Jo Tae-hun 6 | Verde Complex, Podgorica Affluence : 0 Arbitrage : Horáček, Novotný |
| 13 mars 2021 17h30 | ×2 ×6           | Rapport | ×2 ×1        | Verde Complex, Podgorica Affluence : 0 Arbitrage : Horáček, Novotný |

| 13 mars 2021 20h00 | Norvège            | 38 – 23 | Chili          | Verde Complex, Podgorica Affluence : 0 Arbitrage : Gasmi, Gasmi |
| 13 mars 2021 20h00 | Kevin Gulliksen 10 | (19-10) | Daniel Ayala 6 | Verde Complex, Podgorica Affluence : 0 Arbitrage : Gasmi, Gasmi |
| 13 mars 2021 20h00 | ×1 ×4 ×1           | Rapport | ×1             | Verde Complex, Podgorica Affluence : 0 Arbitrage : Gasmi, Gasmi |

| 14 mars 2021 17h30 | Brésil           | 26 – 24 | Chili              | Verde Complex, Podgorica Affluence : 0 Arbitrage : Gubica, Milošević |
| 14 mars 2021 17h30 | Leonardo Dutra 5 | (11-17) | Erwin Feuchtmann 8 | Verde Complex, Podgorica Affluence : 0 Arbitrage : Gubica, Milošević |
| 14 mars 2021 17h30 | ×2               | Rapport | ×2 ×5              | Verde Complex, Podgorica Affluence : 0 Arbitrage : Gubica, Milošević |

| 14 mars 2021 20h00 | Corée du Sud       | 31 – 44 | Norvège          | Verde Complex, Podgorica Affluence : 0 Arbitrage : Horáček, Novotný |
| 14 mars 2021 20h00 | Park Kwang-soon 11 | (16-24) | Myrhol, Jøndal 7 | Verde Complex, Podgorica Affluence : 0 Arbitrage : Horáček, Novotný |
| 14 mars 2021 20h00 | ×1 ×2              | Rapport | ×1 ×5            | Verde Complex, Podgorica Affluence : 0 Arbitrage : Horáček, Novotný |

### Tournoi mondial n°2
Ce tournoi s'est déroulé dans la Sud de France Arena de Montpellier en France :
| \| \| Équipe \| Pts \| J \| G \| N \| P \| Bp \| Bc \| Diff \| Dép \| \| - \| --------- \| --- \| - \| - \| - \| - \| -- \| --- \| ---- \| --- \| \| 1 \| France PO \| 4 \| 3 \| 2 \| 0 \| 1 \| 98 \| 84 \| 14 \| +3 \| \| 2 \| Portugal \| 4 \| 3 \| 2 \| 0 \| 1 \| 87 \| 80 \| 7 \| 0 \| \| 3 \| Croatie \| 4 \| 3 \| 2 \| 0 \| 1 \| 81 \| 81 \| 0 \| -3 \| \| 4 \| Tunisie \| 0 \| 3 \| 0 \| 0 \| 3 \| 83 \| 104 \| -21 \| / \| La France, le Portugal et la Croatie sont départagés à la différence de buts particulière, en faveur des deux premiers. | Légende - Équipe qualifiée pour les Jeux olympiques. - Équipe éliminée. - PO : pays organisateur du tournoi. |     |   |   |   |   |    |     |      |     |
| | Équipe | Pts | J | G | N | P | Bp | Bc  | Diff | Dép |
| 1 | France PO | 4   | 3 | 2 | 0 | 1 | 98 | 84  | 14   | +3  |
| 2 | Portugal | 4   | 3 | 2 | 0 | 1 | 87 | 80  | 7    | 0   |
| 3 | Croatie | 4   | 3 | 2 | 0 | 1 | 81 | 81  | 0    | -3  |
| 4 | Tunisie | 0   | 3 | 0 | 0 | 3 | 83 | 104 | -21  | /   |

| 12 mars 2021 18h30 | Tunisie             | 27 – 34 | Portugal      | Sud de France Arena, Montpellier Affluence : 0 Arbitrage : Brunner, Salah |
| 12 mars 2021 18h30 | Oussama Boughanmi 5 | (11-15) | André Gomes 7 | Sud de France Arena, Montpellier Affluence : 0 Arbitrage : Brunner, Salah |
| 12 mars 2021 18h30 | ×1 ×4               | Rapport | ×1 ×6         | Sud de France Arena, Montpellier Affluence : 0 Arbitrage : Brunner, Salah |

| 12 mars 2021 21h00 | France      | 30 – 26 | Croatie       | Sud de France Arena, Montpellier Affluence : 0 Arbitrage : Schulze, Tonnies |
| 12 mars 2021 21h00 | Mahé, Mem 5 | (12-15) | Ivan Čupić 10 | Sud de France Arena, Montpellier Affluence : 0 Arbitrage : Schulze, Tonnies |
| 12 mars 2021 21h00 | ×2 ×4       | Rapport | ×2 ×4         | Sud de France Arena, Montpellier Affluence : 0 Arbitrage : Schulze, Tonnies |

| 13 mars 2021 18h30 | Croatie      | 25 – 24 | Portugal          | Sud de France Arena, Montpellier Affluence : 0 Arbitrage : Kurtagic, Wetterwik |
| 13 mars 2021 18h30 | Ivan Čupić 9 | (9-12)  | Victor Iturriza 5 | Sud de France Arena, Montpellier Affluence : 0 Arbitrage : Kurtagic, Wetterwik |
| 13 mars 2021 18h30 | ×2           | Rapport | ×3                | Sud de France Arena, Montpellier Affluence : 0 Arbitrage : Kurtagic, Wetterwik |

| 13 mars 2021 21h00 | France        | 40 – 29 | Tunisie      | Sud de France Arena, Montpellier Affluence : 0 Arbitrage : Biro, Kiss |
| 13 mars 2021 21h00 | Hugo Descat 6 | (21-13) | Issam Rzig 5 | Sud de France Arena, Montpellier Affluence : 0 Arbitrage : Biro, Kiss |
| 13 mars 2021 21h00 | ×1            | Rapport | ×1 ×6        | Sud de France Arena, Montpellier Affluence : 0 Arbitrage : Biro, Kiss |

| 14 mars 2021 18h30 | Croatie        | 30 – 27 | Tunisie             | Sud de France Arena, Montpellier Affluence : 0 Arbitrage : Brunner, Salah |
| 14 mars 2021 18h30 | David Mandić 9 | (14-13) | Oussama Boughanmi 6 | Sud de France Arena, Montpellier Affluence : 0 Arbitrage : Brunner, Salah |
| 14 mars 2021 18h30 | ×1 ×4          | Rapport | ×2                  | Sud de France Arena, Montpellier Affluence : 0 Arbitrage : Brunner, Salah |

| 14 mars 2021 21h00 | Portugal        | 29 – 28   | France        | Sud de France Arena, Montpellier Affluence : 0 Arbitrage : Schulze, Tonnies |
| 14 mars 2021 21h00 | Antonio Areia 6 | (12 – 13) | Hugo Descat 6 | Sud de France Arena, Montpellier Affluence : 0 Arbitrage : Schulze, Tonnies |
| 14 mars 2021 21h00 | ×1 ×2           | Rapport   | ×1 ×5         | Sud de France Arena, Montpellier Affluence : 0 Arbitrage : Schulze, Tonnies |

### Tournoi mondial n°3
Ce tournoi s'est déroulé dans la Max-Schmeling-Halle de Berlin en Allemagne :
| \| \| Équipe \| Pts \| J \| G \| N \| P \| Bp \| Bc \| Diff \| \| - \| ------------ \| --- \| - \| - \| - \| - \| -- \| --- \| ---- \| \| 1 \| Suède \| 5 \| 3 \| 2 \| 1 \| 0 \| 93 \| 75 \| 18 \| \| 2 \| Allemagne PO \| 5 \| 3 \| 2 \| 1 \| 0 \| 95 \| 78 \| 17 \| \| 3 \| Slovénie \| 2 \| 3 \| 1 \| 0 \| 2 \| 88 \| 96 \| -8 \| \| 4 \| Algérie \| 0 \| 3 \| 0 \| 0 \| 3 \| 79 \| 106 \| -27 \| | Légende - Équipe qualifiée pour les Jeux olympiques. - Équipe éliminée. - PO : pays organisateur du tournoi. |     |   |   |   |   |    |     |      |
| | Équipe | Pts | J | G | N | P | Bp | Bc  | Diff |
| 1 | Suède | 5   | 3 | 2 | 1 | 0 | 93 | 75  | 18   |
| 2 | Allemagne PO                                                                                                 | 5   | 3 | 2 | 1 | 0 | 95 | 78  | 17   |
| 3 | Slovénie | 2   | 3 | 1 | 0 | 2 | 88 | 96  | -8   |
| 4 | Algérie | 0   | 3 | 0 | 0 | 3 | 79 | 106 | -27  |

| 12 mars 2021 15h15 | Allemagne         | 25 – 25 | Suède             | Max-Schmeling-Halle, Berlin Affluence : 0 Arbitrage : Nachevski, Nikolov |
| 12 mars 2021 15h15 | Marcel Schiller 5 | (14-13) | Albin Lagergren 7 | Max-Schmeling-Halle, Berlin Affluence : 0 Arbitrage : Nachevski, Nikolov |
| 12 mars 2021 15h15 | ×1 ×4             | Rapport | ×7                | Max-Schmeling-Halle, Berlin Affluence : 0 Arbitrage : Nachevski, Nikolov |

| 12 mars 2021 17h45 | Slovénie       | 36 – 28 | Algérie            | Max-Schmeling-Halle, Berlin Affluence : 0 Arbitrage : Grillo Lopez, Lenci |
| 12 mars 2021 17h45 | Dragan Gajić 6 | (17-11) | Messaoud Berkous 7 | Max-Schmeling-Halle, Berlin Affluence : 0 Arbitrage : Grillo Lopez, Lenci |
| 12 mars 2021 17h45 | ×4             | Rapport | ×1 ×2 ×1           | Max-Schmeling-Halle, Berlin Affluence : 0 Arbitrage : Grillo Lopez, Lenci |

| 13 mars 2021 15h35 | Allemagne         | 36 – 27 | Slovénie           | Max-Schmeling-Halle, Berlin Affluence : 0 Arbitrage : Oscar Raluy, Ángel Sabroso |
| 13 mars 2021 15h35 | Marcel Schiller 7 | (21-12) | Blaž Blagotinšek 5 | Max-Schmeling-Halle, Berlin Affluence : 0 Arbitrage : Oscar Raluy, Ángel Sabroso |
| 13 mars 2021 15h35 | ×1 ×3             | Rapport | ×1 ×4              | Max-Schmeling-Halle, Berlin Affluence : 0 Arbitrage : Oscar Raluy, Ángel Sabroso |

| 13 mars 2021 18h00 | Suède               | 36 – 25 | Algérie      | Max-Schmeling-Halle, Berlin Affluence : 0 Arbitrage : Nachevski, Nikolov |
| 13 mars 2021 18h00 | Ekberg, Mellegård 6 | (19-9)  | Abdi, Naïm 5 | Max-Schmeling-Halle, Berlin Affluence : 0 Arbitrage : Nachevski, Nikolov |
| 13 mars 2021 18h00 | ×3                  | Rapport | ×6           | Max-Schmeling-Halle, Berlin Affluence : 0 Arbitrage : Nachevski, Nikolov |

| 14 mars 2021 15h45 | Algérie       | 26 – 34 | Allemagne     | Max-Schmeling-Halle, Berlin Affluence : 0 Arbitrage : Hansen, Madsen |
| 14 mars 2021 15h45 | Zoheïr Naïm 9 | (14-17) | Julius Kühn 8 | Max-Schmeling-Halle, Berlin Affluence : 0 Arbitrage : Hansen, Madsen |
| 14 mars 2021 15h45 | ×1 ×5 ×1      | Rapport | ×1            | Max-Schmeling-Halle, Berlin Affluence : 0 Arbitrage : Hansen, Madsen |

| 14 mars 2021 18h15 | Suède           | 32 – 25 | Slovénie                 | Max-Schmeling-Halle, Berlin Affluence : 0 Arbitrage : Raluy Lopez, Ramirez |
| 14 mars 2021 18h15 | Niclas Ekberg 7 | (17-13) | Marguč, Janc et Bombač 5 | Max-Schmeling-Halle, Berlin Affluence : 0 Arbitrage : Raluy Lopez, Ramirez |
| 14 mars 2021 18h15 | ×3              | Rapport | ×1 ×7                    | Max-Schmeling-Halle, Berlin Affluence : 0 Arbitrage : Raluy Lopez, Ramirez |